# Metsara
Koordinaten: 58° 31′ N, 23° 6′ O
Metsara ist ein Dorf (estnisch küla) auf der größten estnischen Insel Saaremaa. Es gehört zur Landgemeinde Saaremaa (bis 2017: Landgemeinde Pöide) im Kreis Saare.
Das Dorf hat sechs Einwohner (Stand 31. Dezember 2011).